# Нарси

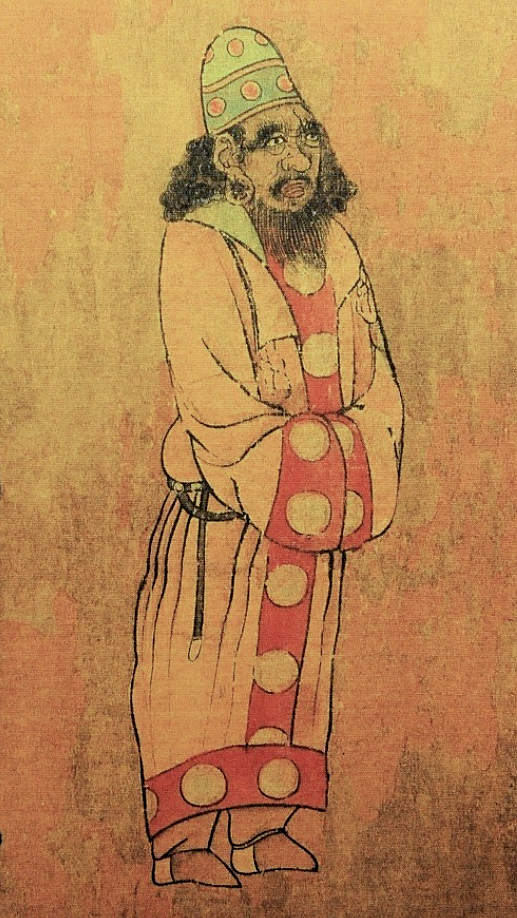
Посол из Персии (波斯國), посещающий двор династии Тан. Собрание королей (王会图), около 650 г. н. э.

Нарси (пехл. 𐭭𐭥𐭮𐭧𐭩 Нарсе; кит. трад. 泥涅師, упр. 泥涅师, пиньинь Nìnièshī) был персидским полководцем, бежавшим к династии Тан вместе со своим отцом Перозом III, сыном Йездигерда III, последнего сасанидского императора Персии, после мусульманского завоевания Персии.
Его сопровождали обратно в Персию с китайской армией во главе с Пей Синцзянем в 679 году, чтобы восстановить его на сасанидском престоле, но армия остановилась в Тохаристане. Пей Синцзянь успешно боролся против вторжения в Аньси во главе с западнотюркским каганом Ашина Дучжи, но затем Пей потерял интерес к восстановлению персидского царя и оставил Нарси в протекторате Аньси в одиночку, хотя Нарси всё ещё мог содержать своих многочисленных слуг и у него было высокое качество жизни. Затем мелкие тюркские вожди в регионе присягнули на верность китайской династии из-за поражения Ашина. Общий результат экспедиции Пея был успешным для империи Тан. По возвращении в Китай Пей был назначен министром ритуалов и Великим генералом правофланговой гвардии.
Затем Нарси провёл следующие двадцать лет, сражаясь с арабами в Тохаристане, пока не вернулся в столицу Танского Китая Чанъань в 707 году, где прожил остаток своей жизни, прежде чем умер от болезни. Его сыновья и дочери сочетались браком с отдельными представителями китайской знати.
Дядя Нарси Бахрам VII умер в 710 году, а сын Бахрама Хосров упоминается, сражаясь вместе с согдийцами и тюрками против арабов при осаде Камарджи в 729 году в тщетной попытке вернуть себе сасанидский трон. Возможно, это последнее известное упоминание о каком-либо прямом потомке Йездигерда III.